# Lycophidion nanum
Lycophidion nanum är en ormart som beskrevs av Broadley 1958. Lycophidion nanum ingår i släktet Lycophidion och familjen snokar. Inga underarter finns listade i Catalogue of Life.
Denna orm förekommer i centrala Moçambique och i angränsande områden av Zimbabwe. Arten lever i låglandet och i kulliga områden upp till 300 meter över havet. Habitatet utgörs av savannen Miombo samt av skogar som domineras av trädsläktet Uapaca. Honor lägger ägg.
Beståndet hotas regionalt av skogens omvandling till jordbruksmark och av bränder. Hela populationen anses vara stabil. IUCN listar arten som livskraftig (LC).